# L'ultimo abenzerraggio

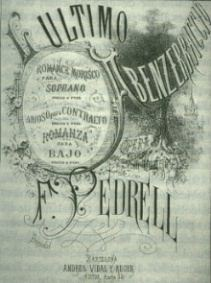
Cartel de L'ultimo abenzeraggio

L'ultimo abenzerraggio (El último abencerraje) es una ópera de Felipe Pedrell i Sabaté, basada en un texto de Chateaubriand, compuesta en 1867 y de la cual  haría varias versiones hasta la definitiva del 1889. La ópera fue escrita en italiano por Francesc Fors de Casamajor y se estrenó en el Gran Teatro del Liceo de Barcelona el 14 de abril de 1874.
A pesar de que no pasó de cinco representaciones, tuvo una buena acogida por parte del público y la crítica.